# Jenő Kamuthy
Jenő Kamuthy (n. 17 septembrie 1937, Budapesta, Regatul Ungariei) este un scrimer maghiar, medaliat olimpic. A participat la 5 ediții ale Jocurilor Olimpice (1960, 1964, 1968, 1972, 1976) în care a câștigat două medalii de argint.